# 湖州 (渤海国)
湖州，渤海国到辽朝时设置州。
渤海国设置湖州，属于上京龙泉府，在今黑龙江省宁安市境内西南镜泊湖北城墙磖子。天显元年（926年）设置湖州兴利军刺史，下辖一县——长庆县。湖州的兵事隶属于东京统军司。后来辽国把湖州迁移到靠近高丽的今辽宁省东南部，辽朝末年湖州已经不存在。